# Acoustic Plantation Releases
Acoustic Plantation Releases – piąty album polskiej grupy Aural Planet.

## Lista utworów
1. Hydropoetry Cathedra
2. Sub-Sea Engineering Project
3. Are You Human?
4. Liquid Incense
5. Costa Del Nymphos
6. Are You Human? (Tekdev69 Mix)
7. Gene
8. Polar Valves
9. Exposure
10. Retry